# Liga de Campeones de la OFC 2010-11
La Liga de Campeones de la OFC 2010/11 fue la 5.ª edición del torneo de la Confederación de Fútbol de Oceanía. El campeón Auckland City se clasificó para la Copa Mundial de Clubes de la FIFA 2011 que se disputará en  Japón. La competición comenzó en octubre de 2010 y terminó a mediados de mayo de 2011.

## Formato del torneo
La competición seguirá como la de la anterior edición, la disputarán 8 equipos divididos en 2 grupos de 4. Se jugara a partidos de ida y vuelta con un total de 6 partidos por cada club.

## Equipos participantes
| Nueva Zelanda 2 cupos     |  | Auckland City Waitakere United |  | Ganador fase regular Campeonato de Fútbol de Nueva Zelanda 2009/10 Campeón Campeonato de Fútbol de Nueva Zelanda 2009/10 |
| Fiyi 1 cupo               |  | Lautoka FC                     |  | Campeón de la Liga Nacional de Fútbol de Fiyi 2009                                                                       |
| Islas Salomón 1 cupos     |  | Koloale FC                     |  | Campeón S-League de las Islas Salomón 2010                                                                               |
| Tahití 1 cupo             |  | AS Tefana                      |  | Campeón Primera División de Tahití 2010                                                                                  |
| Vanuatu 1 cupo            |  | Amicale FC                     |  | Campeón VFF Bred Cup 2010                                                                                                |
| Nueva Caledonia 1 cupo    |  | AS Magenta                     |  | Campeón Superliga de Nueva Caledonia 2010                                                                                |
| Papúa Nueva Guinea 1 cupo |  | Hekari Souths United           |  | Campeón Liga nacional de fútbol de Papúa Nueva Guinea 2010                                                               |

## Fase de grupos
El ganador de cada grupo avanza a la final.

### Grupo A
| Equipo        | PJ | G | E | P | GF | GC | DG | Pts |
| ------------- | -- | - | - | - | -- | -- | -- | --- |
| Amicale FC    | 6  | 3 | 1 | 2 | 12 | 7  | +5 | 10  |
| Koloale FC    | 6  | 3 | 0 | 3 | 10 | 10 | 0  | 9   |
| Lautoka FC    | 6  | 2 | 2 | 2 | 6  | 13 | -7 | 8   |
| Hekari United | 6  | 1 | 3 | 2 | 10 | 8  | +2 | 6   |

#### Resultados
| 23 de octubre de 2010 | Hekari Souths United | 1:2 | Amicale FC      | PMRL Stadium, Port Moresby                                             |                                                                        |
|                       | Paia 35'             |     | Mayora 16', 26' | Asistencia: 16,000 espectadores Árbitro(s): Chris Kerr (Nueva Zelanda) | Asistencia: 16,000 espectadores Árbitro(s): Chris Kerr (Nueva Zelanda) |

| 23 de octubre de 2010 | Koloale FC   | 1:2 | Lautoka FC                 | Lawson Tama Stadium, Honiara                                            |                                                                         |
|                       | Fa'arodo 57' |     | Masauvakalo 23' Wetney 49' | Asistencia: 5,500 espectadores Árbitro(s): Nick Waldron (Nueva Zelanda) | Asistencia: 5,500 espectadores Árbitro(s): Nick Waldron (Nueva Zelanda) |

| 13 de noviembre de 2010 | Lautoka FC | 1:0 | Amicale FC | Churchill Park, Lautoka                                               |                                                                       |
|                         | Nawatu 19' |     |            | Asistencia: 1,000 espectadores Árbitro(s): John Saohu (Islas Salomón) | Asistencia: 1,000 espectadores Árbitro(s): John Saohu (Islas Salomón) |

| 13 de noviembre de 2010 | Hekari Souths United                         | 4:0 | Koloale FC | PMRL Stadium, Port Moresby                                               |                                                                          |
|                         | Fa'arodo 32', 64' Jack 43' Abraham Iniga 76' |     |            | Asistencia: 6,000 espectadores Árbitro(s): Peter O'Leary (Nueva Zelanda) | Asistencia: 6,000 espectadores Árbitro(s): Peter O'Leary (Nueva Zelanda) |

| 4 de diciembre de 2010 | Amicale FC           | 2:0 | Koloale FC | Korman Stadium, Port Vila              |                                        |
|                        | Masauvakalo 15', 40' |     |            | Árbitro(s): Chris Kerr (Nueva Zelanda) | Árbitro(s): Chris Kerr (Nueva Zelanda) |

| 15 de enero de 2011 | Lautoka FC | 0:0 | Hekari Souths United | Churchill Park, Lautoka                   |  |
|                     |            |     |                      | Árbitro(s): Peter O'Leary (Nueva Zelanda) |  |

| 5 de febrero de 2011 | Lautoka FC  | 1:6 | Koloale FC                                                    | Churchill Park, Lautoka                    |                                            |
|                      | Nawuatu 10' |     | Bule 19' (pen.) Suri 25' Totori 28', 62', 76' (pen.) Sale 52' | Árbitro(s): Michael Hester (Nueva Zelanda) | Árbitro(s): Michael Hester (Nueva Zelanda) |

| 5 de febrero de 2011 | Amicale FC                                  | 3:3 | Hekari Souths United             | Korman Stadium, Port Vila          |                                    |
|                      | Maemae 39' (pen.) Malas 51' Masauvakalo 74' |     | Vakatalesau 58' , 87' Tiwa 90+4' | Árbitro(s): Averii Jaques (Tahití) | Árbitro(s): Averii Jaques (Tahití) |

| 28 de febrero de 2011 | Koloale FC    | 2:1 | Hekari Souths United | Lawson Tama Stadium, Honiara           |                                        |
|                       | Beui 20', 66' |     | Manuca 79'           | Árbitro(s): Chris Kerr (Nueva Zelanda) | Árbitro(s): Chris Kerr (Nueva Zelanda) |

| 28 de febrero de 2011 | Amicale FC                                       | 5:1 | Lautoka FC         | Korman Stadium, Port Vila                   |                                             |
|                       | Masauvakalo 7', 45+2', 89' Maemae 29' Wetney 33' |     | Avinesh 68' (pen.) | Árbitro(s): Mirko Benischke (Nueva Zelanda) | Árbitro(s): Mirko Benischke (Nueva Zelanda) |

| 19 de marzo de 2011 | Koloale FC | 1:0 | Amicale FC | Lawson Tama Stadium, Honiara     |                                  |
|                     | Nawo 83'   |     |            | Árbitro(s): Andrew Achari (Fiyi) | Árbitro(s): Andrew Achari (Fiyi) |

| 19 de marzo de 2011 | Hekari Souths United | 1:1 | Lautoka FC | PMRL Estadio,, Port Moresby            |                                        |
|                     | Setefano 90+5'       |     | Finau 38'  | Árbitro(s): John Saohu (Islas Salomón) | Árbitro(s): John Saohu (Islas Salomón) |

### Grupo B
| Equipo           | PJ | G | E | P | GF | GC | DG  | Pts |
| ---------------- | -- | - | - | - | -- | -- | --- | --- |
| Auckland City FC | 6  | 4 | 2 | 0 | 12 | 2  | +10 | 14  |
| Waitakere United | 6  | 2 | 2 | 2 | 8  | 8  | 0   | 8   |
| AS Magenta       | 6  | 2 | 1 | 3 | 6  | 7  | -1  | 7   |
| AS Tefana        | 6  | 1 | 1 | 4 | 5  | 14 | -9  | 4   |

#### Resultados
| 23 de octubre de 2010 | Auckland City FC                        | 3:0 | AS Magenta | Kiwitea Street, Auckland                                         |                                                                  |
|                       | McGeorge 18' Mulligan 30' Koprivcic 34' |     |            | Asistencia: 896 espectadores Árbitro(s): Norbert Hauata (Tahití) | Asistencia: 896 espectadores Árbitro(s): Norbert Hauata (Tahití) |

| 24 de octubre de 2010 | Waitakere United                       | 3:1 | AS Tefana    | Fred Taylor Park, Auckland                                    |                                                               |
|                       | Krishna 45+1' Gwyther 81' Lovemore 83' |     | Williams 23' | Asistencia: 400 espectadores Árbitro(s): Andrew Achari (Fiyi) | Asistencia: 400 espectadores Árbitro(s): Andrew Achari (Fiyi) |

| 11 de noviembre de 2010 | AS Magenta | 1:0 | AS Tefana | Stade Numa-Daly Magenta, Noumea                                           |                                                                           |
|                         | Saiko 65'  |     |           | Asistencia: 2,000 espectadores Árbitro(s): Michael Hester (Nueva Zelanda) | Asistencia: 2,000 espectadores Árbitro(s): Michael Hester (Nueva Zelanda) |

| 14 de noviembre de 2010 | Waitakere United | 1:1 | Auckland City FC | Trusts Stadium, Waitakere City                                   |                                                                  |
|                         | Krishna 82'      |     | Feneridis 90+2'  | Asistencia: 1,000 espectadores Árbitro(s): Avery Jaques (Tahití) | Asistencia: 1,000 espectadores Árbitro(s): Avery Jaques (Tahití) |

| 4 de diciembre de 2010 | AS Magenta  | 1:1 | Waitakere United | Stade Numa-Daly Magenta, Noumea        |                                        |
|                        | Watrone 77' |     | Pearce 70'       | Árbitro(s): John Saohu (Islas Salomon) | Árbitro(s): John Saohu (Islas Salomon) |

| 4 de diciembre de 2010 | AS Tefana     | 1:1 | Auckland City FC | Stade Paea, Papeete              |                                  |
|                        | Marmouyet 52' |     | Berlanga 90'     | Árbitro(s): Rakesh Varman (Fiyi) | Árbitro(s): Rakesh Varman (Fiyi) |

| 21 de febrero de 2011 | AS Magenta | 0:1 | Auckland City | Stade Numa-Daly Magenta, Noumea        |                                        |
|                       |            |     | Expósito 83'  | Árbitro(s): John Saohu (Islas Salomón) | Árbitro(s): John Saohu (Islas Salomón) |

| 5 de febrero de 2011 | AS Tefana                                        | 3:1 | Waitakere United    | Stade Hamuta, Papeete                         |                                               |
|                      | Lorenzo Tehau 20' Alvin Tehau 30' Williams 90+1' |     | Pearce 45+2' (pen.) | Árbitro(s): Bertrand Billon (Nueva Caledonia) | Árbitro(s): Bertrand Billon (Nueva Caledonia) |

| 26 de febrero de 2011 | AS Tefana | 0:3 | AS Magenta                        | Stade Hamuta, Papeete                    |                                          |
|                       |           |     | Lolohea 22' Gope-Fenepej 78', 81' | Árbitro(s): Nick Waldron (Nueva Zelanda) | Árbitro(s): Nick Waldron (Nueva Zelanda) |

| 27 de febrero de 2011 | Auckland City | 1:0 | Waitakere United | Kiwitea Street, Auckland                                                 |                                                                          |
|                       | Kelly 12'     |     |                  | Asistencia: 2,319 espectadores Árbitro(s): Peter O'Leary (Nueva Zelanda) | Asistencia: 2,319 espectadores Árbitro(s): Peter O'Leary (Nueva Zelanda) |

| 19 de marzo de 2011 | Waitakere United        | 2:1 | AS Magenta        | Fred Taylor Park, Auckland                                         |                                                                    |
|                     | De Vries 31' Pearce 87' |     | Longue 30' (pen.) | Asistencia: 1,000 espectadores Árbitro(s): Norbert Hauata (Tahití) | Asistencia: 1,000 espectadores Árbitro(s): Norbert Hauata (Tahití) |

| 19 de marzo de 2011 | Auckland City FC                                                 | 5:0 | AS Tefana | Kiwitea Street, Auckland                                                       |                                                                                |
|                     | Vicelich 28' Koprivcic 44' Milne 59' Hogg 90' (pen.) Vidal 90+1' |     |           | Asistencia: 1,500 espectadores Árbitro(s): Campbell-Kirk Waugh (Nueva Zelanda) | Asistencia: 1,500 espectadores Árbitro(s): Campbell-Kirk Waugh (Nueva Zelanda) |

## Final
| 1 de abril de 2011 | Amicale FC      | 1:2 | Auckland City                    | PVL Stadium, Port Vila                                                       |                                                                              |
|                    | Masauvakalo 67' |     | Expósito 22' (pen.) Corrales 82' | Asistencia: 7,925 espectadores Árbitro(s): Bertrand Billon (Nueva Caledonia) | Asistencia: 7,925 espectadores Árbitro(s): Bertrand Billon (Nueva Caledonia) |

| 16 de abril de 2011 | Auckland City FC                                                  | 4:0 | Amicale FC | Kiwitea Street Stadium, Auckland                                   |                                                                    |
|                     | Feneridis 26' Koprivcic 62' (pen.) Expósito 72' Adam McGeorge 82' |     |            | Asistencia: 3,000 espectadores Árbitro(s): Norbert Hauata (Tahití) | Asistencia: 3,000 espectadores Árbitro(s): Norbert Hauata (Tahití) |

| Nueva Zelanda                   |
| Campeón Auckland City 3° Título |

## Goleadores
| Jugador            | Club             | Goles |
| ------------------ | ---------------- | ----- |
| Fenedy Masauvakalo | Amicale FC       | 8     |
| Daniel Koprivcic   | Auckland City FC | 3     |
| Manel Expósito     | Auckland City FC | 3     |
| Henry Fa'arodo     | Hekari United    | 3     |
| Benjamin Totori    | Koloale FC       | 3     |
| Allan Pearce       | Waitakere United | 3     |
| Alick Maemae       | Amicale FC       | 3     |